# Isabel Cristina
Isabel Cristina Mrad Campos (Barbacena, 29 de julho de 1962 – Juiz de Fora, 1 de setembro de 1982) foi uma jovem brasileira do interior do estado de Minas Gerais. Considerada beata pela Igreja Católica, Isabel Cristina foi assassinada aos 20 anos ao se defender durante uma tentativa de estupro.

## Biografia
Nascida em 29 de julho de 1962, era filha de José Mendes Campos e Helena Mrad Campos, descendente de libaneses maronitas. Foi batizada no dia 15 de agosto de 1962 na Igreja Matriz de Nossa Senhora da Piedade e crismada em 22 de abril de 1965 na Basílica de São José Operário, em Barbacena. Em 26 de outubro de 1969, fez a sua Primeira Comunhão no Colégio Imaculada Conceição, pertencente às Filhas da Caridade de São Vicente de Paula.
Isabel pertencia a uma família católica e levava uma vida normal como jovem, estudando, namorando e participando de festas, mantendo-se sempre recatada. Era conhecida por ser uma jovem de oração e participante de movimentos da Igreja, dentre os quais a Sociedade de São Vicente de Paulo. Desejava ser pediatra para ajudar crianças carentes.
No ano de 1982, mudou-se para Juiz de Fora a fim de prestar um curso pré-vestibular de medicina. Inicialmente passou a residir numa "república" com amigas, no entanto, não se adequou. Com a ajuda de seus pais, adquiriu um apartamento no Edifício Presidente Vargas para residir na companhia de seu irmão, Paulo Roberto Mrad Campos, preparando-se deste modo para o curso.
No dia 1.º de setembro, um homem que fora a seu novo apartamento para montar um guarda-roupa tentou violentá-la. Isabel foi agredida com uma cadeira, amordaçada, amarrada e esfaqueada, mas impediu o homem de consumar o estupro. O homem foi identificado como Maurílio Almeida de Oliveira.

## Beatificação

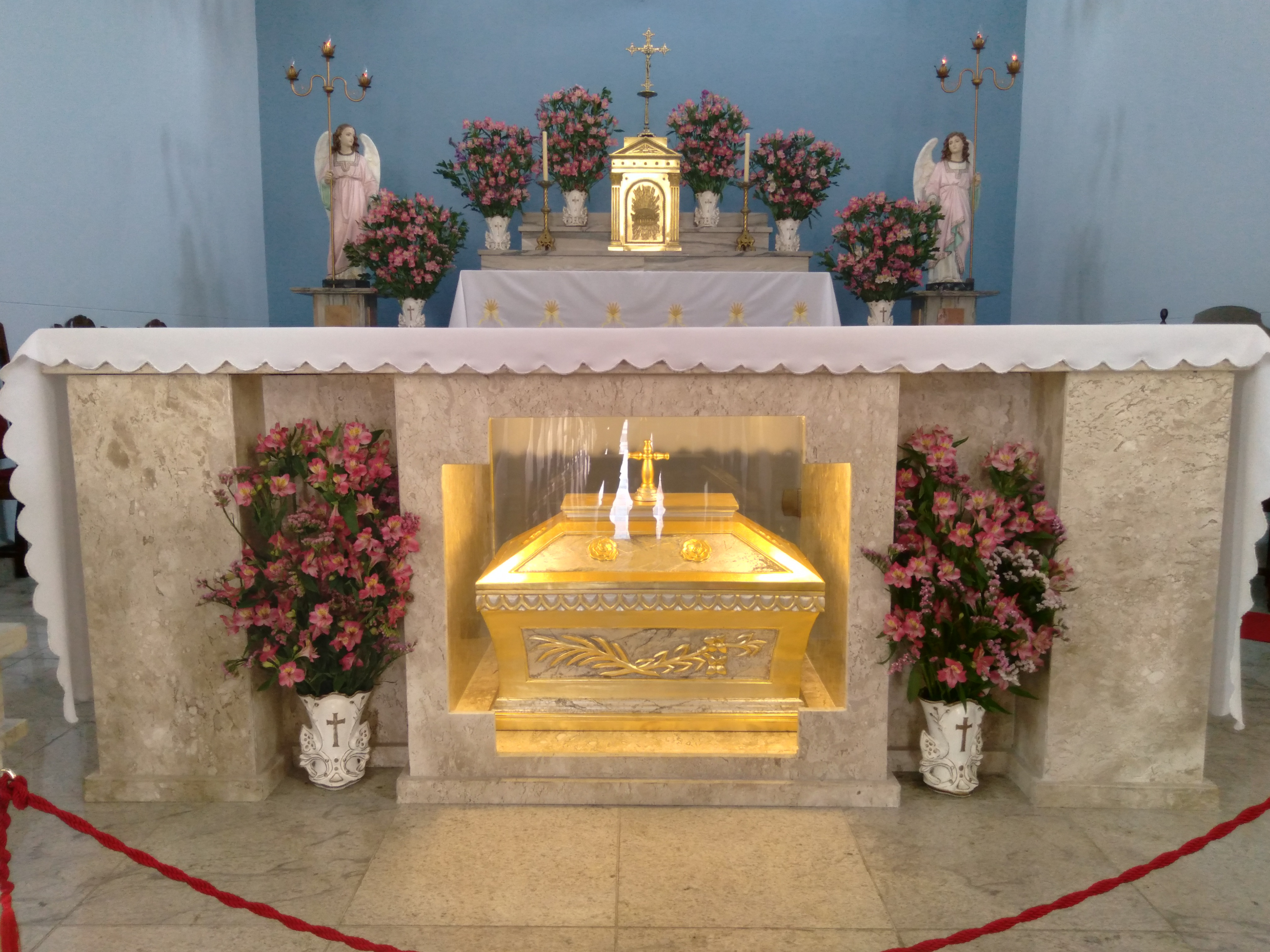
Túmulo da Beata Isabel Cristina, onde se conservam suas relíquias

Em 26 de janeiro de 2001, com a concessão do "nihil obstat", foi aberto oficialmente seu processo de beatificação. Em agosto de 2009, ocorreu a translação de seus restos mortais para o Santuário de Nossa Senhora da Piedade, em Barbacena. Em 1.º de setembro de 2009, dia em que se celebrava o 27.º aniversário de sua morte, encerrou-se a fase arquidiocesana do processo, sendo este entregue à Congregação para a Causa dos Santos. O Papa Francisco acolheu o parecer positivo da mesma congregação em 27 de outubro de 2020 e autorizou a promulgação do decreto que reconhece o martírio de Isabel Cristina "in odium fidei", ou seja, por ódio à fé. No entanto, a pandemia de COVID-19 adiou a cerimônia.
Em 23 de junho de 2022, o Papa Francisco autorizou a promulgação da data de sua beatificação, que ocorreu na cidade de Barbacena no dia 10 de dezembro de 2022. A cerimônia foi presidida por um representante do Sumo Pontífice, o Cardeal Raymundo Damasceno Assis, e teve presença de cerca de 10 mil fiéis.
O postulador desta causa foi o Dr. Paolo Vilotta.

## Legado e homenagens

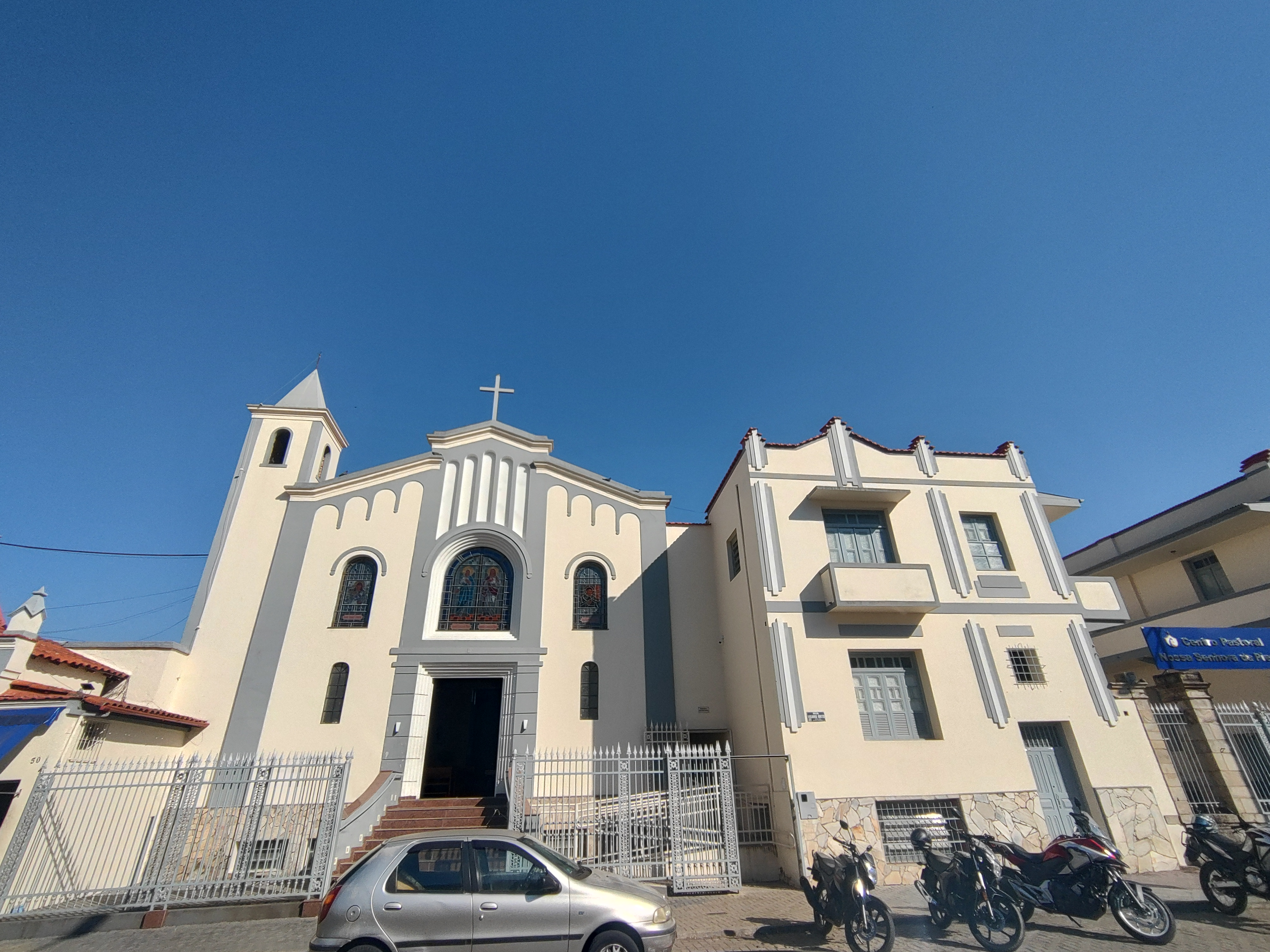
Capela e memorial da Beata Isabel Cristina em Barbacena

Na manhã do dia 11 de dezembro, o Papa Francisco recordou o testemunho de Isabel Cristina na Praça de São Pedro, no Vaticano, durante a oração do Angelus:
| “ | Ontem, em Barbacena, foi beatificada Isabel Cristina Mrad Campos. Esta jovem mulher foi morta em 1982 aos 20 anos de idade, em ódio à fé, por ter defendido sua dignidade como mulher e o valor da castidade. Que seu exemplo heroico inspire especialmente os jovens a darem testemunho generoso de sua fé e de sua adesão ao Evangelho. Um aplauso à nova Beata! | ” |
|   | — Papa Francisco. |   |

Durante a tarde, o Arcebispo de Mariana, Dom Airton José dos Santos presidiu no Santuário de Nossa Senhora da Piedade uma missa em ação de graças pela beatificação de Isabel Cristina. Ao seu término, os restos mortais da beata foram transladados para uma capela localizada ao lado do santuário, agora propriamente a ela dedicada. Também ocorreu a inauguração de um memorial em sua homenagem.
Por desejo da Arquidiocese de Juiz de Fora e com aprovação da postulação da causa de beatificação, Isabel Cristina foi declarada padroeira dos estudantes universitários em 15 de dezembro de 2022.
No dia 6 de junho de 2023, o governo municipal de Barbacena sancionou a lei n.º 5.217 que prevê como feriado de ponto facultativo o dia 1.º de setembro, relembrando deste modo a morte da jovem beata.
Em 22 de outubro de 2023, a empresa Lumine, uma das maiores plataformas de streaming católico da América Latina, lançou um docudrama intitulado "Isabel Cristina: uma história de martírio", que detalha a vida e o assassinato da jovem mineira. A intérprete da beata foi a atriz Cris Eifler, e contou com a participação de figuras relevantes, como a de Dom Geraldo Lyrio Rocha, arcebispo emérito de Mariana, e Dom Danival Milagres Coelho, ex-pároco da paróquia de Nossa Senhora da Piedade de Barbacena e atual bispo auxiliar da Arquidiocese de Goiânia.